# Bettina Brückner
Bettina Brückner (* 21. September 1965 in Solingen) ist eine deutsche Juristin und Richterin am Bundesgerichtshof. Sie ist Vorsitzende des V. Zivilsenats.

## Leben
Bettina Brückner ist Tochter eines Rechtsanwaltes. Sie studierte zunächst Betriebswirtschaftslehre und dann Rechtswissenschaft an der Universität Göttingen, Universität Genf und der Universität Freiburg. Nach dem Studium war sie als wissenschaftliche Mitarbeiterin am Max-Planck-Institut für ausländisches und internationales Privatrecht in Hamburg beschäftigt und promovierte dort zum Thema Unterhaltsregress im internationalen Privat- und Verfahrensrecht 1994. Es folgte das Referendariat in Hamburg.
Sie begann ihre juristische Karriere 1997 als Richterin auf Probe am Landgericht Hamburg. Im Jahre 2000 wechselte sie nach Niedersachsen, wo sie zunächst bei der Staatsanwaltschaft Osnabrück, dem Landgericht und dem Amtsgericht Osnabrück tätig war. 2004 wurde sie Richterin am Landgericht in Osnabrück und 2007 an das Oberlandesgericht Oldenburg abgeordnet. 2008 wurde sie Richterin am Oberlandesgericht Oldenburg. Dort leitete sie zuletzt kommissarisch einen Senat für Familiensachen. Am 1. Oktober 2010 wurde Bettina Brückner zur Richterin am Bundesgerichtshof ernannt. Sie wurde dem V. Zivilsenat des Bundesgerichtshofes zugewiesen, der für Grundstücks- und Wohnungseigentumsrecht zuständig ist. Mit der Ernennung zur Vorsitzenden Richterin am 24. Oktober 2022 übernahm sie den Vorsitz des V. Zivilsenats.